# Nagy Imre (színművész, 1849–1893)

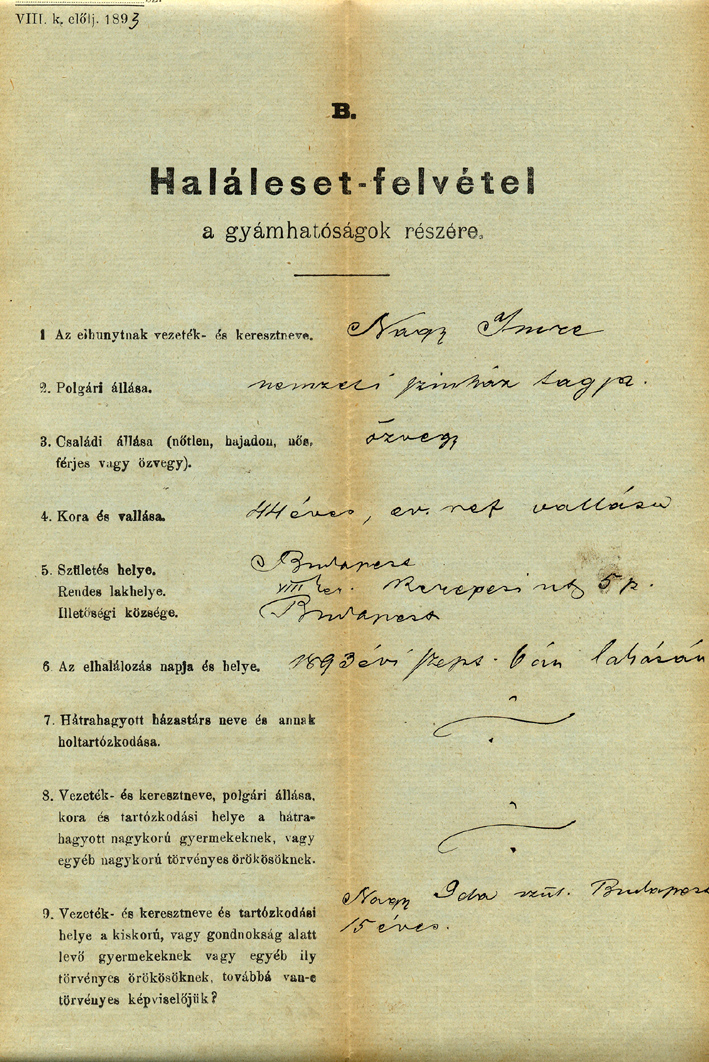
Haláleset felvétel

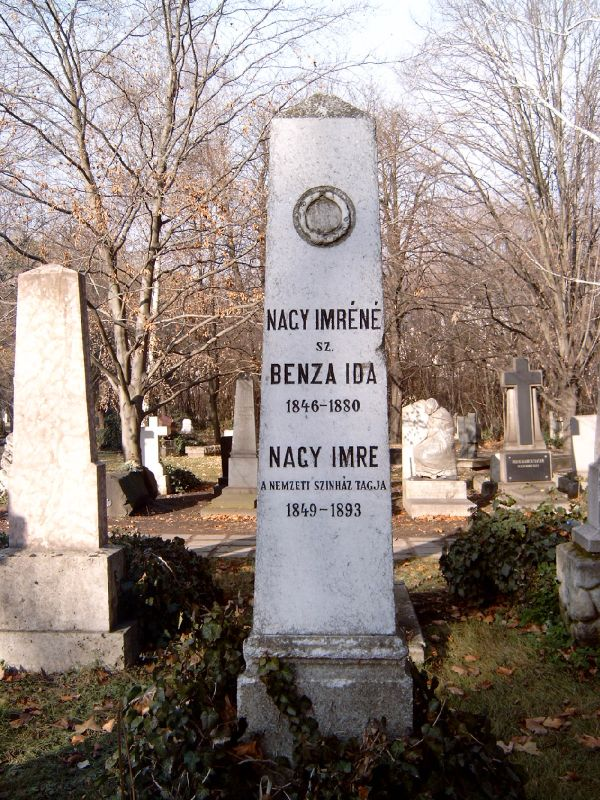
Feleségével közös sírja (Kerepesi úti temető 34/1-2-21.)

Nagy Imre (Pest, 1849. november 1. – Budapest, 1893. szeptember 5.) magyar színművész, rendező, a Színiakadémia tanára.

## Életpályája
Nagy József kereskedő és Vikus Eleonóra fiaként született 1849. november 1-jén, 1863. május 14-én keresztelte Török Pál református lelkész, keresztszülei Szilassy István és Ivánka Etelka voltak. Gimnáziális és kereskedelmi iskolai tanulmányai után vidékre szegődött kardalosnak. Azonban intenzívebben kivánta magát képezni, ezért beiratkozott a színészakadémiára Szabadkán lépett fel először 1864-65-ben, majd 1865–66-ban Debrecenben játszott. 1870. április 1-jétől a Nemzeti Színház tagja volt egészen haláláig. 1870. február 15-én mutatkozott itt be mint Álmos a Könyves Kálmán című drámában.
Innen kezdődik művészi élete, emelkedése, dicsőségei. A csinos színpadi alakú színészből daliás termetű hős fejlődött. Mint egykorú feljegyzések tanúsítják, magas növésű termetét arányosan fejlődött szép vonalú izomzat borította, széles vállán erőteljes kifejezésű és valódi színészfő nyugodott. Domború homloka alatt mély tekintetű szemek, kissé ívelt orr és szabályos száj jellemezte arcát. Hangjának érce és csengése mindvégig hatástkeltő tulajdonsága volt. Utolsó nagy képviselője volt a drámai hős régibbfajta típusának és a magyar színészetben nemzedékeken át uralkodott szavaló modornak. Valamikor az egész ország hölgyközönsége rajongott érte.
1889-től mint rendező működött, 1890-től pedig a Színiakadémia tanára volt. Festészettel is foglalkozott, lakásán állandóan dolgozott kisebb-nagyobb festményeken. 1892-ben egy budai előadáson megbetegedett és ezután súlyos idegbaj gyötörte. Nehezen gyógyult ki belőle. 1893. szeptember 5-én önkezével vetett véget életének pisztolyával. Koporsója felett Császár Imre és Paulay Ede mondtak búcsúbeszédet.  Eltemették a Kerepesi úti temetőbe, a 41. tábla, I. sor, 189. sírhelyére.
Életéről naplót vezetett, melyből a »Nemzet« 1893., 250. számában részleteket közölt.
Felesége Benza Ida énekesnő volt, akivel 1873. március 11-én kötött házasságot Pesten, a Kálvin téri református templomban. A vőlegény tanúja Paulay Ede volt. Az ifjú párt Feleki József, Feleky Miklós színész fia és Török szuperintendens káplánja eskette meg. Benza Ida, hogy férjével egy valláson legyen, az esküvő előtt a református hitre tért. Leánya Nagy Ida (Battlay Gézáné) operaénekesnő.

## Főbb szerepei
- Jókai Mór: Az aranyember - Tímár Mihály
- Katona József: Bánk bán - Bánk bán
- Goethe: Faust - Faust
- Goethe: Egmont - Ferdinánd
- Shakespeare: Lear király - Edgar
- Madách Imre Az ember tragédiája - Ádám
- William Shakespeare: Hamlet
- Vörösmarty Mihály: Csongor és Tünde - Csongor

## Színműfordítása
- »Egy pohár víz«, vígjáték 5 felvonásban. Pest. 1875.